# Jug Stanojev
Jug Stanojev (in serbo Југ Станојев?; Novi Sad, 29 luglio 1999) è un calciatore serbo, attaccante del Qairat.

## Caratteristiche tecniche
È un'ala destra.

## Palmarès

### Club

#### Competizioni nazionali
- Srpska liga Beograd: 1

Grafičar Belgrado: 2018-2019
- Campionato kazako: 1

Qaırat: 2024
- Supercoppa del Kazakistan: 1

Qaırat: 2025